# إسقاط طائرة ميل-مي 17 العسكرية اليمنية
وقعت حادثة إسقاط طائرة ميل-مي 17 العسكرية اليمنية عندما تعرضت لإطلاق نار في 6 أغسطس 2013 من قبل مسلحين قبليين متهمين بتفجير أنابيب النفط في منطقة العرقين بمديرية وادي عبيدة في محافظة مأرب، وهي من طراز ميل مي-17، وأسفرت الحادثة عن مقتل العميد حسين مشعبة قائد اللواء 107 مشاة المكلف بحماية الآبار النفطية وسبعة من مرافقيه، بالإضافة إلى طاقم الطائرة المكون من 3 أفراد .

## القتلى
- طاقم الطائرة:
  1. عقيد طيار ركن/ محمد عبد الله الحرازي.
  2. نقيب طيار / وضاح البعداني.
  3. مقدم مهندس/ نبيل الدرة.
- الركاب:
  1. العميد الركن/ حسين مشعبة قائد اللواء 107 مشاة
  2. نبيل الحميري
  3. معمر الرزهاني
  4. بشير دبوان
  5. صالح أحمد
  6. عبده أحمد الصاعق، بالإضافة إلى إثنين أخرين

## حوادث الطائرات
تتكرر حوادث تحطم الطائرات العسكرية اليمنية، ففي 19 فبراير 2013 سقطت طائرة عسكرية من نوع سوخوي سو-22 فوق عدة مباني سكنية بالقرب من ساحة التغيير بصنعاء. وفي 13 مايو سقطت طائرة عسكرية من طراز سوخوي في العاصمة صنعاء في شارع الخمسين بالقرب من حي دار سلم ، جنوب العاصمة وقتل فيها قائدها واصيب العديد من المواطنين 